# Comité olympique de Bahreïn
Le Comité olympique de Bahreïn (en arabe : البحرين اللجنة الاولمبية) est le comité national olympique de Bahreïn fondé en 1978 et reconnu par le Comité international olympique en 1979. Le président du Comité est Nasser ben Hamed Al Khalifa.